# Битва біля Пироту
Битва біля Пироту — битва між болгарською та сербською арміями в околицях Пирота поблизу сербсько-болгарського кордону, яка відбулась 6-8 липня 1913 року.
На фронті між 3-ю болгарською армією (Сливниця-Трн-Цариград) та 2-ю сербською армією (Софія-Пирот-Ниш) основні бої розгорнулись поблизу міста Пирот 6-7 липня.
Командувач 2-ю сербською армією генерал Степа Степанович пропонував залишити Пирот 8 липня.
Але коли наступ румунської армії увечері того ж дня почав загрожувати 1-й болгарській армії, болгарське командування наказало відступити.
Після перемоги Сербії у битві на Брегалниці Болгарія була змушена відмовитись від наступу у південно-східній Сербії.